# Lyponia shaanxiensis
Lyponia shaanxiensis là một loài bọ cánh cứng trong họ Lycidae. Loài này được Kazantsev miêu tả khoa học năm 2002.